# Adilcevaz (district)
Adilcevaz is een Turks district in de provincie Bitlis en telt 40.464 inwoners (2007). Het district heeft een oppervlakte van 819,4 km². Hoofdplaats is Adilcevaz.
De bevolkingsontwikkeling van het district is weergegeven in onderstaande tabel.
| 1997   | 2000   | 2007   |
| ------ | ------ | ------ |
| 44.623 | 55.358 | 40.464 |